# Park Albori
Park Albori, park u Čajniču. Uređen je početkom 20. stoljeća, dok je Čajniče bilo u Austro-Ugarskoj. Nazvan je prema von Alboriju, počasnom građaninu i namjesniku BiH. Uzor po kojem je park uređen bili su naljepši parkovi u Austriji. Spomenik je urbane arhitekture. Odmah je poznao znamenitost omiljena u tisku koji ju je putnicima preporučivao za vidjeti. Smješten je u neposrednoj blizini građevinskog kompleksa Appelovog vrela.